# 东马路
东马路是中国天津市南开区的一条街道，南北走向，北起东北角的北马路，南到东南角的南马路，与和平路相接，长1010米，中间与鼓楼东街、水阁大街交汇。

## 历史

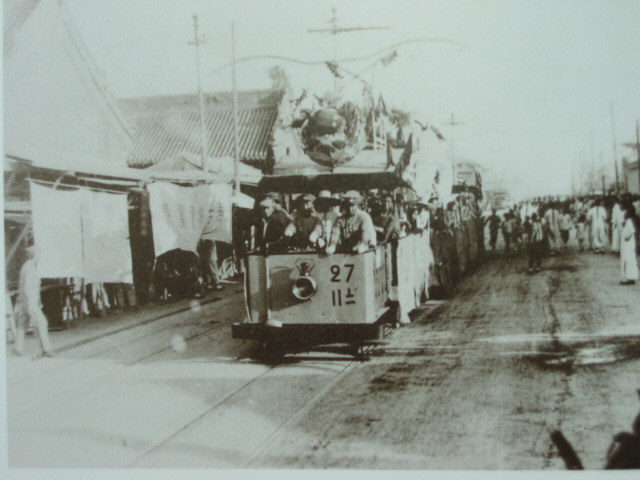
原东马路的“白牌”电车

东马路原址原为天津老城西面的一段城墙，清朝光绪二十六年（1900年），八国联军占领天津后于清朝光绪二十七年（1901年）拆除天津城墙并修筑环城马路，由于东马路在当时由东城墙基开拓成路并为环城马路的东边一段，故得此名。清朝光绪三十年（1904年），比商世昌洋行取得在天津经营电灯和电车事业的特权并成立天津电车电灯股份有限公司。之后，比商世昌洋行开始在东马路一带铺设有轨电车轨道，并于清朝光绪三十二年（1906年）在东马路建成“白牌”电车轨道。此后，东马路逐渐形成当时较为繁盛的商业街区，许多著名店铺相继在东马路周边开设，如：达仁堂药店、原天津基督教青年会旧址和圣道堂等均设于此处。民国初年，由于军阀混战，东马路的商家为保安全，纷纷转移至邻近的天津日租界和天津法租界营业。中华人民共和国成立后的1968年，东马路上的有轨电车轨道被天津市人民政府拆除。目前，东马路已成为天津市重要的商业街之一。

## 现况与发展
东马路目前全长1010米，宽9米，两侧人行道均宽5米，为沥青路面。沿途建有官银号、原天津基督教青年会旧址、天津文庙等建筑。目前，东马路地区作为天津市重要的商业街之一开始逐步建有一些高端百货商铺，如：远东百货、七向街、新世界百货、乐天百货等。

## 沿街著名建筑
东马路现在比较著名的建筑有：
- 天津市历史风貌建筑：原基督教青年会，东马路94号

东马路周边比较著名的建筑有：
- 天津市文物保护单位：天津文庙，东门里大街1号[3]

## 交汇道路
目前，与东马路相交汇的主要道路有：
- 北马路
- 通北路
- 北城街
- 鼓楼东街，原东门内大街
- 水阁大街
- 南城街
- 通南路
- 南马路
- 和平路